# М'ясник (фільм, 2009)
М'ясник (англ. The Butcher) — американський трилер 2009 року.

## Сюжет
Мерл Хенч, людина, яка витратила ціле життя, ніколи не плануючи нічого заздалегідь. Він рухався по життю, як потужний двигун, заробляючи собі на життя замовленими вбивствами. За різанину, яку він влаштовував, йому дали прізвисько — М'ясник. Але чи зможе він забути, ким він був, і почати нове життя?

## У ролях
- Ерік Робертс — Мерл Хенч
- Роберт Даві — Мердок
- Кіт Девід — Ларрі Кобб
- Джефрі Льюїс — Нейлор
- Іріна Бйорклунд — Джекі
- Пол Діллон — Дойл
- Джеррі Трімбл — Едді Хелльстрем
- Майкл Айронсайд — Тедді Кармайкл
- Бокім Вудбайн — Чайнатаун Піт
- Гільермо Діас — Оуен Гейгер
- Джулі Кармен — Роуз
- Вернон Веллс — командувач ІРА
- Медді Говард — офіціантка